# Bruno Jüttner
Bruno Jüttner (* 12. September 1880 in Wernigerode; † 15. Februar 1965 ebenda) war ein deutscher Maler.

## Leben und Werk

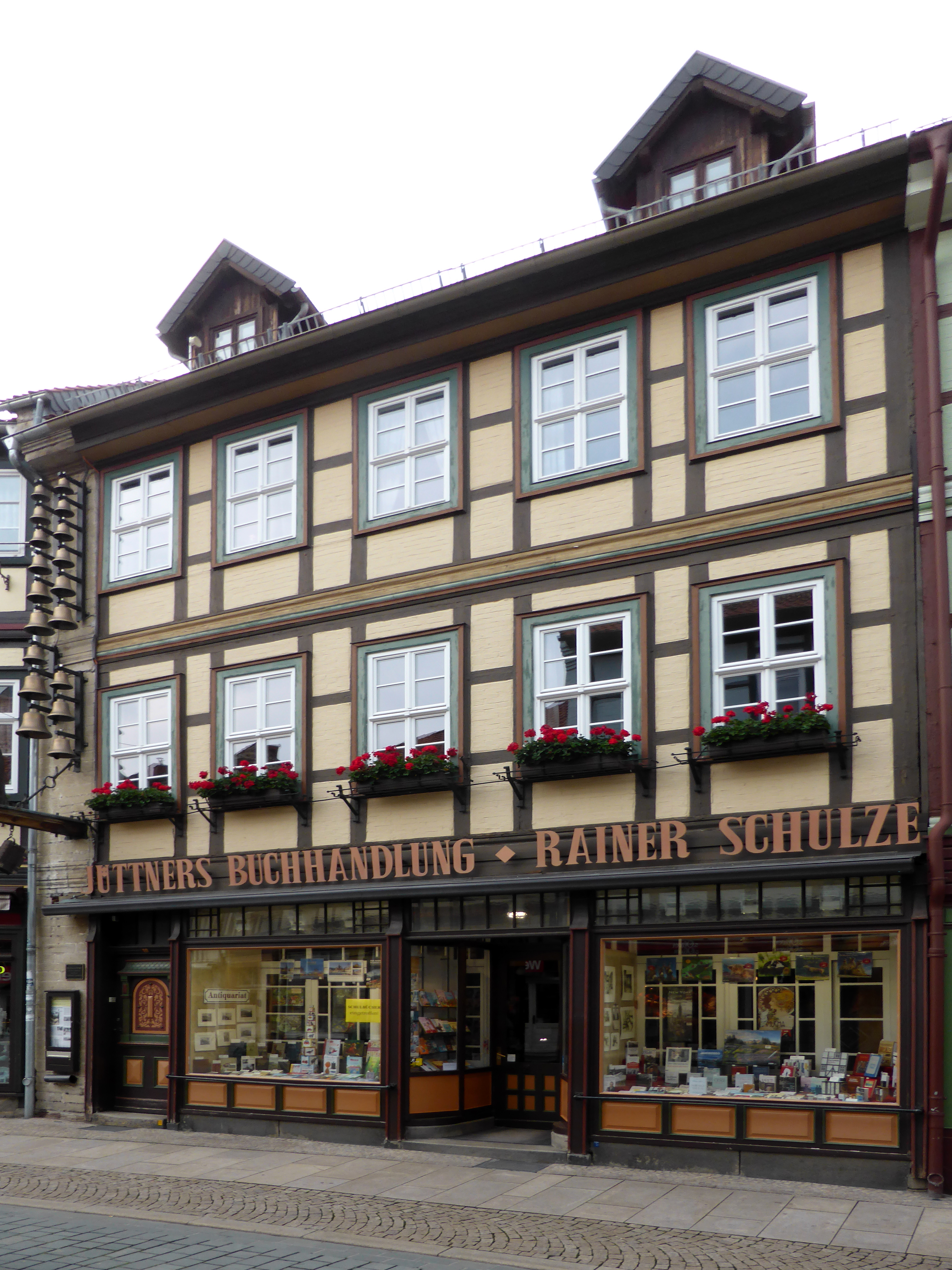
Geburtshaus Westernstraße, Wernigerode

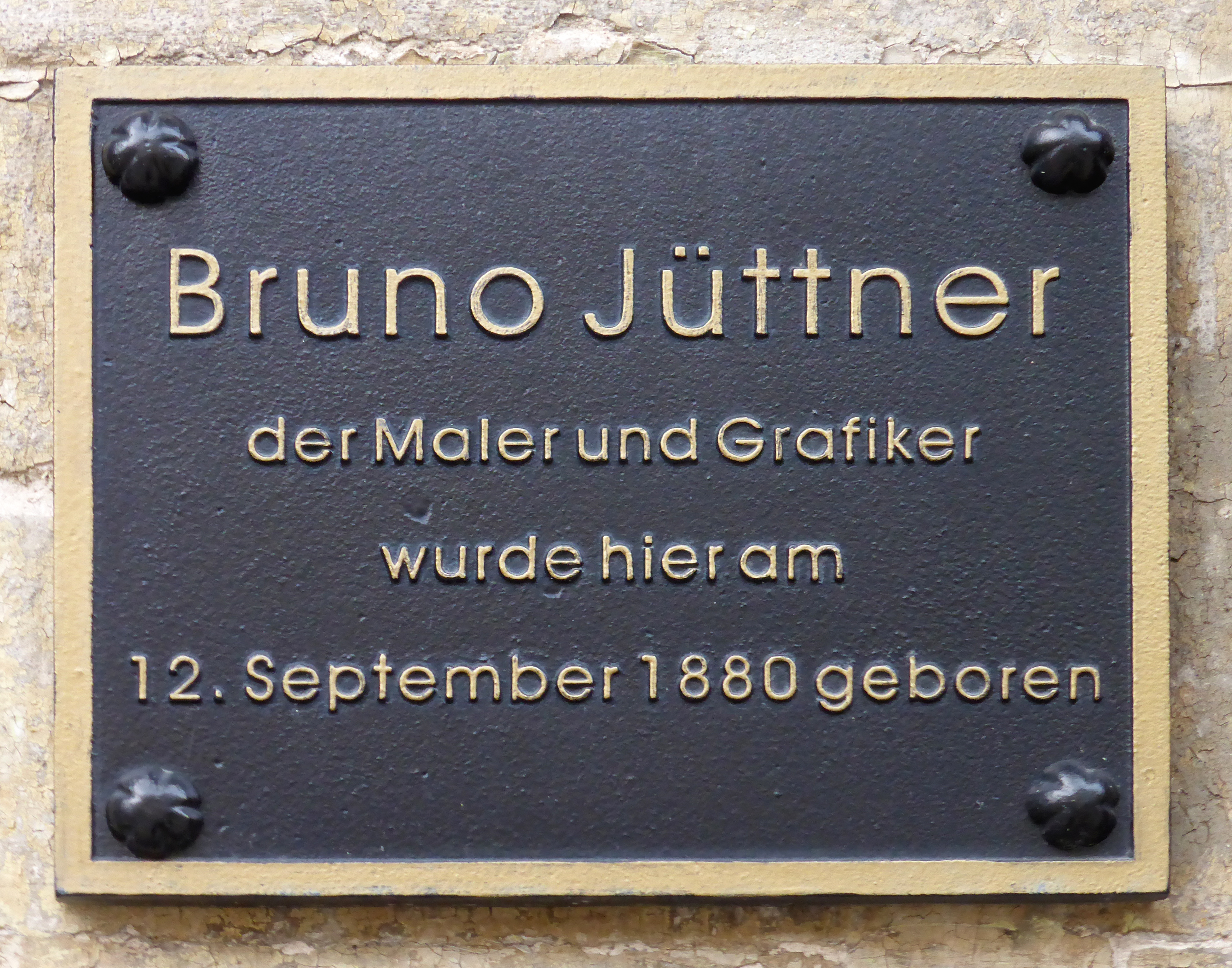
Gedenkplakette

Bruno Jüttner war der Sohn eines Buchhändlers und Verlagsgründers in Wernigerode und lebte lange Zeit in Berlin. Er studierte an den Kunstakademien  in Kassel, wo er ein Schüler von Carl Holzapfel und Carl Hans Bernewitz war, und München. Er unternahm Studienreisen nach Holland, Belgien und Frankreich. Seine Eindrücke während der Wanderjahre schlugen sich später in seinen frühen Werken wieder, in denen er Strand- und Hafenszenen darstellte.
Nachdem Jüttner im Ersten Weltkrieg bis 1918 Militärdienst geleistet hatte, zog er nach Berlin. Dort erreichte er 1928 den Durchbruch als Maler.
In der Zeit des Nationalsozialismus war er Mitglied der Reichskammer der bildenden Künste. Nachgewiesen ist 1940 seine Teilnahme an der Frühjahrsausstellung des nazistischen Frontkämpferbundes bildender Künstler in Berlin.
1943 wurden sein Atelier und seine Wohnung in der Potsdamer Straße 122 zerbombt. Nach Kriegsende beteiligte sich Jüttner an verschiedenen Ausstellungen, unter anderem nahm er 1946 an der Kunstausstellung der Provinz Sachsen und weiteren Ausstellungen in Magdeburg und Halle an der Saale teil. Er war von 1946 bis 1950 Mitglied der Wernigeröder Künstlerkolonie. 1958 erlitt er einen Schlaganfall.
Zunächst schuf Jüttner vor allem Bilder mit maritimer Thematik, Stadtansichten und einige Genrebilder in spätimpressionistischem Stil. Das Motiv „Krabbenfischer“ malte er in mehr als 100 Varianten. Sein Bild Austernsammler befindet sich in der Sammlung des Puschkin-Museums in Moskau. Nach 1945 dominierten Harz-Landschaften sein Werk, mit weniger ausgeprägten Konturen als in früheren Gemälden. Das Harzmuseum Wernigerode zeigt 25 Gemälde von Jüttner.

## Werke (Auswahl)
- Schneeschipper (1951, Öl)[4][5]
- Diesiger Tag (1949, Öl)[6][5]
- Winterliche Kleinstadtstraße mit Brücke und Personengruppe (Gouache, 44,3 × 63,7 cm; Lindenau-Museum Altenburg/Thür.)